# Гійом де Тонкедек
Гійо́м Еммануе́ль Марі́ де Конго́ де Тонккеде́к (фр. Guillaume Emmanuel Marie de Quengo de Tonquédec); нар. 18 жовтня 1966, Париж, Франція) — французький актор кіно та телебачення. Лауреат кінопремії «Сезар» 2013 року за найкращу чоловічу роль другого плану у фільмі «Ім'я».

## Життєпис
Гійом де Тонкедек народився 18 жовтня 1996 у Парижі та виріс в Лувесьєнні у багатодітній сім'ї; його мати, агент з нерухомості і батько-інженер мали чотирьох дітей. Протягом двох років проходив навчання в студії Maubel, а потім в консерваторії Версаля. У 1986-му відвідував Курси Флоран, готуючись для вступу до Національної консерваторії драматичного мистецтва в Парижі, яку закінчив у 1989 році, отримавши ступінь бакалавра економіки.
У 1986 році Гійом де Тонкедек дебютував в кіно, отримавши свою першу роль у фільмі режисера П'єра Граньє-Дефера «Приватні уроки». У тому ж році він зіграв у стрічці «Викрадено Чарлі Спенсера!» Франсіса Юстера.
У 1992 році Тонкедек зіграв свою першу головну роль Жульєна Мартена у фільмі Шарля Немеса «Список убитих на війні», після чого зіграв кілька ролей у кіно та почав більше працювати на телебаченні. Найзначніші телевізійні роботи актора  — участь у 10-ти епізодах серіалу «Комісар Кордьє», де він зіграв Томаса Соренсена та у «Що таке добре, що таке погано» (2007) в ролі батька сімейства Лепік.
У 2013 році Гійом де Тонкедек отримує премію «Сезар» як найкращий актор другого плану за роль Клода Катіньоля в чорній комедії «Ім'я», поставленій за однойменною п'єсою Александра де ла Пательєра та Матьє Делапорте. До цього  актор зіграв цю роль на театральній сцені.
У січні 2015 року Гійома де Тонкедека нагороджено Орденом Мистецтв та літератури (кавалер).

## Особисте життя
Зі своєю дружиною Крістель Гійом де Тонкедек виховує трьох дітей: Аморі, Тімоті та Віктуар.

## Фільмографія (вибіркова)
| Рік       |    | Українська назва                    | Оригінальна назва                   | Роль                       |
| --------- | -- | ----------------------------------- | ----------------------------------- | -------------------------- |
| 1986      | ф  | Приватні уроки                      | Cours privé                         |                            |
| 1986      | ф  | Викрадено Чарлі Спенсера!           | On a volé Charlie Spencer!          |                            |
| 1987      | ф  |                                     | Travelling avant                    |                            |
| 1988      | ф  | Двоє                                | Deux                                | Олів'є Мюллер              |
| 1989—2006 | с  | Комісар Наварро                     | Navarro                             | Жан-Баптист                |
| 1991      | ф  | Подвійне життя Вероніки             | La double vie de Véronique          | Серж                       |
| 1991—2003 | с  | Нестор Бурма                        | Nestor Burma                        | жандарм                    |
| 1992      | ф  | Список убитих на війні              | Tableau d'honneur                   | Жуль Мартен                |
| 1994      | тф | Мізантроп                           | Le misanthrope                      | Акасті                     |
| 1996      | ф  | Три життя і одна смерть             | Trois vies et une seule mort        |                            |
| 1996—2008 | с  | Жінка честі                         | Une femme d'honneur                 | Франсуа Гіре               |
| 1998      | с  | Крамниця Луї-антиквара              | Louis la brocante                   | Арно Паван                 |
| 1998      | ф  | Барна стійка                        | Le comptoir                         | Поль                       |
| 1998—2010 | с  | Союз адвокатів                      | Avocats & associés                  | Френк Базен                |
| 1999      | ф  | Злодійка з Сен-Любена               | La voleuse de Saint-Lubin           | мосє Монжо                 |
| 2000      | ф  | Мрія усіх жінок                     | Meilleur espoir féminin             | співробітник S.N.C.F.      |
| 2000      | ф  | Ліза і Андре                        | Lise et André                       | молодий католик            |
| 2001      | с  | Сім'я на деякий час                 | Famille d'accueil                   | Жульєн                     |
| 2001      | тф | Марафон у ліжку                     | Le marathon du lit                  | Жан-Клод                   |
| 2002—2011 | с  | СестраТереза.com                    | SoeurThérèse.com                    | Бертран Тарді              |
| 2003      | ф  | Невезучі                            | Tais-toi!                           | інтерн в'язничного шпиталю |
| 2003      | кф | Мім тато і я                        | Mon papa à moi                      |                            |
| 2005      | кф | Поцілунок                           | Le baiser                           |                            |
| 2005      | ф  | Хрещені батьки                      | Les parrains                        | міністр Гатіньйоль         |
| 2005—2008 | с  | Комісар Кордьє                      | Тома Соренсен                       |                            |
| 2006      | с  | Кемпінг «Рай»                       | Camping paradis                     | Поль                       |
| 2007      | ф  | Будинок                             | La maison                           | адвокат                    |
| 2007      | с  | Що таке добре, що таке погано       | Fais pas ci, fais pas ça            | Рено Лепік                 |
| 2007—2010 | с  | По вістрю ножа                      | Sur le fil                          | Ерік Міньйон               |
| 2008      | тф | Змова любителів                     | Complot d'amateurs                  | Жан-Жак Мелфорт            |
| 2008      | ф  | Два дні для вбивства                | Deux jours à tuer                   | Себастьєн — доцент Антуан  |
| 2008      | тф | Новий світ                          | Le nouveau monde                    | Симон                      |
| 2008      | ф  | Розкажи мені про дощ                | Parlez-moi de la pluie              | Стефан                     |
| 2009      | тф | Кемпінг «Рай»:Американський дядечко | Camping paradis: L'oncle d'Amérique | Поль                       |
| 2009      | с  | Профілізація                        | Profilage                           | доктор                     |
| 2009      | тф | Альбер Камю                         | Camus                               | Мішель Галлімар            |
| 2010      | ф  | Найкращі друзі на світі             | Les meilleurs amis du monde         | Едуар Тесто                |
| 2010      | тф | Алмази для перемоги                 | Les diamants de la victoire         | граф Жобур                 |
| 2010      | ф  | Хто хоче бути коханим?              | Qui a envie d'être aimé?            | студент                    |
| 2011      | ф  | Майк                                | Mike                                | мосьє Лежен, банкір        |
| 2012      | ф  | Ім'я                                | Le prénom                           | Клод                       |
| 2013      | ф  | Ограм на щастя                      | Au bonheur des ogres                | Санклє                     |
| 2014      | ф  | Кохання на Різдво                   | Divin enfant                        | Ерік                       |
| 2014      | ф  | Барбекю                             | Barbecue                            | Ів                         |
| 2014      | ф  | SMS                                 | SMS                                 | Лоран                      |
| 2014      | ф  | Літні ночі                          | Les nuits d'été                     | Michel / Мілен             |
| 2014      | тф | Життя з ніг на голову               | La vie à l'envers                   | Стефан                     |
| 2015      | ф  | Зразкова сім'я                      | Belles familles                     |                            |
| 2017      | ф  | І сміх, і гріх                      | Coexister                           | Бенуа                      |
| 2017      | ф  | Добре яблуко                        | Bonne Pomme                         | Мер                        |

## Визнання

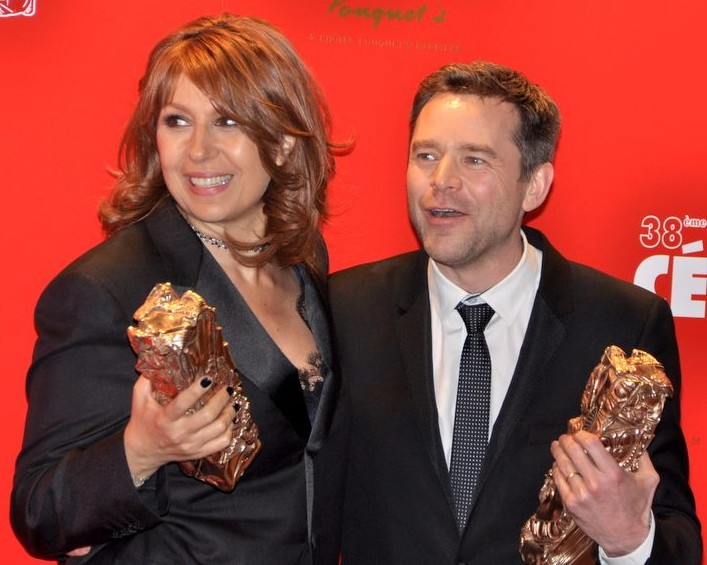
З Валері Бенгігі на церемонії «Сезара», 2013

| Рік                                  | Категорія                     | Фільм                         | Результат |
| ------------------------------------ | ----------------------------- | ----------------------------- | --------- |
| Телевізійний фестиваль у Монте Карло |                               |                               |           |
| 2011                                 | Найкращий актор телесеріалу   | Що таке добре, що таке погано | Номінація |
| 2012                                 | Найкращий актор телесеріалу   | Що таке добре, що таке погано | Номінація |
| 2013                                 | Найкращий актор телесеріалу   | Що таке добре, що таке погано | Номінація |
| Премія Сезар                         |                               |                               |           |
| 2013                                 | Найкращий актор другого плану | Ім'я                          | Перемога  |